# Kameleonterna
Kameleonterna är en svensk film från 1969 i regi av Torbjörn Axelman och med manus av Axelman och Sandro Key-Åberg. I rollerna ses bland andra Tor Isedal, Mona Malm och Håkan Serner.

## Om filmen
Inspelningen ägde rum I Sverige mellan den 30 juni och 20 augusti 1969 med Hans Dittmer som fotograf. Filmen premiärvisades den 15 december samma år på biograf Sergel i Stockholm.
Filmen fick ett övervägande negativt mottagande i pressen.

## Rollista
- Tor Isedal – Dick Flodén, affärsman
- Mona Malm	– Ann-Mari Flodén, hans hustru
- Håkan Serner – Bertil Broström, Flodéns medarbetare
- Monica Stenbeck – Anna-Lisa Almgren, studerande
- Pär Ericson – Eyvind Lund-Hollingworth, filmregissör
- Monica Nielsen – Barbro Johansson, kallad Blondie
- Ulf Brunnberg – Malcolm Fyhring, regissör
- Åke Fridell – kommissarie
- Yvonne Lombard – Tina "Tintomara" Bergwall, journalist
- Elisabet Gustavsson – Berit Larsson, nakenmodell
- Claude Kazi-Tani – Hugo Ljus, chef för Filmverket
- Sten Ardenstam – Per-Gustav, filmkrönikör
- Bertil Askelöf – kulturredaktör
- Per Edström – författare
- Anders Näslund – Svante Sjöström, regissör
- Bo Samuelson – Anders Bexell, filmkritiker
- Jan de Laval – skådespelare